# Josip Ćutuk
Josip Ćutuk ↓a (Mostar, 4. svibnja 1985.), bivši bosanskohercegovački hrvatski nogometaš i nogometni trener.

## Karijera

### Igračka karijera
Još kao kadet nastupa za prvu momčad Brotnja iz Čitluka gdje ga primjećuje splitski Hajduk. Po dolasku u Split, čekao je do sezone 2005./06. ne bi li došao do seniorske momčadi. Ta sezona, jedna od najlošijih u povijesti kluba, donijela mu je slabu minutažu i skupljenih 7 nastupa. Na ljeto sljedeće godine napušta klub. 
Statistika u Hajduku
| Natjecanje        | Nastupi | Zgoditci |
| ----------------- | ------- | -------- |
| Prvenstvo         | 7       | 0        |
| Kup               | 3       | 0        |
| Superkup          | 1       | 0        |
| Međunarodne       | 0       | 0        |
| Splitski podsavez | 0       | 0        |
| Ukupno            | 11      | 0        |
| Prijateljske      | 22      | 6        |
| Sveukupno         | 33      | 6        |

Nakon Hajduka odlazi u Kamen-Ingrad u kojem igra rijetko, a momčad ispada iz 1. HNL. Potom odlazi u redove drugoligaša Imotskog. Tijekom ljeta 2008. odlazi u mađarski Újpest FC, dok sljedeće sezone prelazi u NK Široki Brijeg. Nakon raskida ugovora sa Širokim Brijegom krajem 2011. godine, više od godinu dana bio je bez kluba. Nakon što je prošao probu, potpisuje za sarajevski Željezničar. Nakon toga odlazi u makarski Zmaj. Posljednji klub za koji je nastupao je RWB Adria, klub hrvatskih iseljenika iz Chicaga.

### Trenerska karijera
Nakon igračke karijere bavi se trenerskim poslom. Trenutačno radi kao trener u omladinskoj školi HNK Grude.